# RiRi
RiRi（りり、1988年2月14日 - ）は、日本のAV女優。
東京都出身。

## プロフィール
- 身長：153cm
- スリーサイズ：B 85cm（Fカップ）、W 57cm、H 83cm
- 血液型：A型
- 星座：みずがめ座
- 趣味：カラオケ、ショッピング
- 性格：物事に入りやすい

## 略歴
- 2006年10月に『ザ・デビュー!!18歳の好奇心』でクリスタル映像よりAVデビュー。
- 2007年3月に『初セル』でMOODYZよりセルデビュー。

## 作品

### アダルトビデオ
- ザ・デビュー!!18歳の好奇心 RiRi（2006年10月27日、クリスタル映像）
- 妹なのに痴女なんです RiRi（2006年11月24日、クリスタル映像）
- コスプレ召使い RiRi（2006年12月22日、クリスタル映像）
- 変態志願 RiRi（2007年1月26日、クリスタル映像）
- 初セル（2007年3月1日、MOODYZ）
- 愛撫と濃厚セックス（2007年4月13日、MOODYZ）
- 極10人乱交（2007年5月13日、MOODYZ）
- 真性中出し（2007年6月13日、MOODYZ）
- 真性アナルFUCK（2007年7月13日、MOODYZ）
- CRYSTAL THE BEST 2006 3rd.（2007年7月27日、クリスタル映像）
- 美しい女のパイパン中出しミラクルモザイク（2007年8月19日、エムズビデオグループ）
- アナルとマンコにぶっかけ大量中出し（2007年9月19日、エムズビデオグループ）
- 極!!電マ4時間（2007年10月12日、クリスタル映像）
- 潮吹き FUCK DX Part.1（2007年11月16日、クリスタル映像）
- W中出し&W飲尿&Wイラマチオ 全編ミラクルモザイク（2007年11月19日、エムズビデオグループ）…共演:伊藤結衣
- 私立嬢王学園 外伝（2011年5月20日、PURE GOLD（ヤプーズマーケット））他出演：SHU-MEI、結城彩名、黒田麻世